# Pingstkyrkan, Ronneby
Pingstkyrkan i Ronneby är en kyrka i Ronneby kommun som invigdes 1963. Den är belägen på Kallingevägen 4 i Ronneby.

## Historia
År 1960 i september månad köpte man en tomt på Kallingevägen 4. Den nya kyrkan började byggas och blev färdig 1963. Kyrkan är ritad av arkitekteten Börje Fogelberg som har gjort både exteriör och interiör.